# Coppa CEV 2016-2017 (maschile)
La Coppa CEV 2016-2017, 43ª edizione della Coppa CEV di pallavolo maschile, si è svolta dal 6 dicembre 2016 al 15 aprile 2017: al torneo hanno partecipato quarantacinque squadre di club europee e la vittoria finale è andata per la prima volta al Tours.

## Regolamento
Le squadre hanno disputato trentaduesimi di finale (a cui si sono aggiunte otto squadre provenienti dalla Champions League 2016-17), sedicesimi di finale (a cui si sono aggiunte otto squadre provenienti dalla Champions League 2016-17), ottavi di finale, quarti di finale, semifinali e finale, tutte giocate con gare di andata e ritorno (coi punteggi di 3-0 e 3-1 sono stati assegnati 3 punti alla squadra vincente e 0 a quella perdente, col punteggio di 3-2 sono stati assegnati 2 punti alla squadra vincente e 1 a quella perdente; in caso di parità di punti dopo le due partite è stato disputato un golden set).

## Squadre partecipanti
| - Aich/Dob - Tirol - Aalst - Topvolley Antwerpen - Budaŭnik Minsk - Mladost Brčko - CSKA Sofia - Dobrudža - Levski Sofia - Mladost Kaštela - Omonia - Gentofte | - Audentese - Hurrikaani-Loimaa - Kokkolan Tiikerit - Raision Loimu - Vammalan - Arago de Sète - Gazélec Ajaccio - Tours - Rüsselsheim - Olympiakos - PAOK - Hapoël Kfar Saba | - Hapoël Mateh Asher - Piacenza - Trentino - Pejë - Jedinstvo Bijelo Polje - Budvanska rivijera - Lycurgus - Brno - Karlovarsko - Arcada Galați - Baia Mare - Gazprom-Jugra | - Niš - Novi Pazar - Stella Rossa - Vojvodina - Kamnik - Amriswil - Fenerbahçe - Barkom-Kažany - Lokomotyv Charkiv |

## Torneo

### Trentaduesimi di finale

#### Andata
| 7 dicembre 2016 Sporthal Arena, Duerne Durata: 1h:57 - Spettatori: 1 000                | Topvolley Antwerpen | 3 - 1 | Mladost Kaštela        | 25-17, 20-25, 29-27, 25-19        |
| 7 dicembre 2016 Loimaan liikuntahalli, Loimaa Durata: 1h:15 - Spettatori: 807           | Hurrikaani-Loimaa   | 3 - 0 | Dobrudža               | 25-14, 26-24, 25-16               |
| 7 dicembre 2016 Sala Polivalentă Lascăr Pană, Baia Mare Durata: 2h:13 - Spettatori: 500 | Baia Mare           | 2 - 3 | Hapoël Mateh Asher     | 28-30, 25-23, 16-25, 25-22, 13-15 |
| 7 dicembre 2016 Sports Hall, Karlovy Vary Durata: 1h:40 - Spettatori: 700               | Karlovarsko         | 3 - 1 | Audentese              | 25-17, 25-22, 21-25, 25-14        |
| 7 dicembre 2016 Sportska Dvorana Magnet, Brčko Durata: 0 - Spettatori: 0                | Mladost Brčko       | 3 - 0 | Pejë                   | 25-0, 25-0, 25-0                  |
| 8 dicembre 2016 Sportska Dvorana Pendik, Novi Pazar Durata: 1h:15 - Spettatori: 1 300   | Novi Pazar          | 3 - 0 | Omonia                 | 25-16, 25-17, 25-17               |
| 8 dicembre 2016 PalaBanca, Piacenza Durata: 1h:49 - Spettatori: 2 506                   | Piacenza            | 3 - 1 | Budaŭnik Minsk         | 26-24, 30-28, 21-25, 25-22        |
| 6 dicembre 2016 Kerttulan liikuntahalli, Raisio Durata: 2h:18 - Spettatori: 905         | Raision Loimu       | 2 - 3 | Budvanska rivijera     | 23-25, 28-30, 25-22, 25-19, 10-15 |
| 7 dicembre 2016 Palac Sportu Halyčyna, Leopoli Durata: 1h:36 - Spettatori: 900          | Barkom-Kažany       | 3 - 1 | Vojvodina              | 20-25, 25-20, 25-14, 25-22        |
| 6 dicembre 2016 Salle Robert-Grenon, Tours Durata: 1h:39 - Spettatori: 2 500            | Tours               | 3 - 1 | Kamnik                 | 23-25, 25-13, 25-12, 25-19        |
| 21 dicembre 2016 Sportski Centar Cair, Niš Durata: 1h:21 - Spettatori: 850              | Niš                 | 0 - 3 | Vammalan               | 18-25, 19-25, 15-25               |
| 7 dicembre 2016 Sports Complex, Gorna Malina Durata: 1h:13 - Spettatori: 150            | Levski Sofia        | 3 - 0 | Jedinstvo Bijelo Polje | 25-18, 25-14, 25-18               |
| - Durata: 0 - Spettatori: 0                                                             | Hapoël Kfar Saba    | 3 - 0 | Lokomotyv Charkiv      | 25-0, 25-0, 25-0                  |

#### Ritorno
| 21 dicembre 2016 Gradska dvorana Kaštela, Castelli Durata: 1h:38 - Spettatori: 850            | Mladost Kaštela        | 3 - 1 | Topvolley Antwerpen | 25-19, 25-19, 19-25, 25-19 Golden set: 7-15 |
| 22 dicembre 2016 Palazzo della cultura e dello sport, Varna Durata: 1h:53 - Spettatori: 1 450 | Dobrudža               | 1 - 3 | Hurrikaani-Loimaa   | 17-25, 28-26, 26-28, 19-25                  |
| 20 dicembre 2016 Ein Sara Sport Hall, Nahariya Durata: 1h:16 - Spettatori: 450                | Hapoël Mateh Asher     | 3 - 0 | Baia Mare           | 25-22, 25-15, 25-11                         |
| 21 dicembre 2016 Audentes Sports Hall, Tallinn Durata: 1h:43 - Spettatori: 850                | Audentese              | 1 - 3 | Karlovarsko         | 21-25, 22-25, 25-16, 16-25                  |
| 20 dicembre 2016 Palestra Karagagi, Pejë Durata: 1h:57 - Spettatori: 150                      | Pejë                   | 3 - 2 | Mladost Brčko       | 22-25, 21-25, 25-20, 25-18, 15-12           |
| 20 dicembre 2016 Eleftheria Indoor Hall, Nicosia Durata: 2h:05 - Spettatori: 140              | Omonia                 | 2 - 3 | Novi Pazar          | 25-19, 25-22, 21-25, 23-25, 13-15           |
| 20 dicembre 2016 Falcon Club Arena, Minsk Durata: 1h.36 - Spettatori: 800                     | Budaŭnik Minsk         | 1 - 3 | Piacenza            | 25-23, 14-25, 21-25, 20-25                  |
| 20 dicembre 2016 Mediteranski Sportski Centar, Budua Durata: 2h:12 - Spettatori: 200          | Budvanska rivijera     | 3 - 2 | Raision Loimu       | 25-22, 25-23, 20-25, 21-25, 17-15           |
| 21 dicembre 2016 Centro Sportivo SPENS, Novi Sad Durata: 1h:27 - Spettatori: 300              | Vojvodina              | 3 - 0 | Barkom-Kažany       | 25-14, 25-22, 25-20 Golden set: 15-13       |
| 20 dicembre 2016 Športna dvorana, Kamnik Durata: 2h:03 - Spettatori: 300                      | Kamnik                 | 2 - 3 | Tours               | 20-25, 16-25, 27-25, 25-21, 9-15            |
| 8 dicembre 2016 Vexve Areena, Sastamala Durata: 1h:10 - Spettatori: 730                       | Vammalan               | 3 - 0 | Niš                 | 25-11, 25-13, 25-20                         |
| 22 dicembre 2016 Sportska Dvorana Nikoljac, Bijelo Polje Durata: 1h:12 - Spettatori: 700      | Jedinstvo Bijelo Polje | 0 - 3 | Levski Sofia        | 15-25, 19-25, 18-25                         |
| - Durata: 0 - Spettatori: 0                                                                   | Lokomotyv Charkiv      | 0 - 3 | Hapoël Kfar Saba    | 0-25, 0-25, 0-25                            |

#### Squadre qualificate
| - Topvolley Antwerpen - Mladost Brčko - Budvanska rivijera - Karlovarsko - Hapoël Kfar Saba - Hurrikaani-Loimaa - Hapoël Mateh Asher | - Novi Pazar - Vojvodina - Piacenza - Vammalan - Levski Sofia - Tours |

### Sedicesimi di finale

#### Andata
| 5 gennaio 2017 Melina Merkourī Hall, Rentis Durata: 2h:11 - Spettatori: 600          | Olympiakos          | 3 - 2 | Gazprom-Jugra     | 25-23, 25-27, 22-25, 25-19, 15-13 |
| 4 gennaio 2017 Sports Hall, Karlovy Vary Durata: 2h:13 - Spettatori: 500             | Karlovarsko         | 2 - 3 | Kokkolan Tiikerit | 25-23, 28-26, 20-25, 16-25, 12-15 |
| 5 gennaio 2017 Sportska Dvorana Pendik, Novi Pazar Durata: 1h:53 - Spettatori: 1 500 | Novi Pazar          | 1 - 3 | PAOK              | 23-25, 25-22, 15-25, 21-25        |
| 4 gennaio 2017 Salle Robert-Grenon, Tours Durata: 1h:20 - Spettatori: 2 200          | Tours               | 3 - 0 | Brno              | 25-17, 34-32, 25-13               |
| 4 gennaio 2017 Green Hall, Kfar Saba Durata: 1h:17 - Spettatori: 450                 | Hapoël Kfar Saba    | 0 - 3 | Aalst             | 12-25, 18-25, 24-26               |
| 4 gennaio 2017 JUFA Arena, Bleiburg Durata: 1h:45 - Spettatori: 900                  | Aich/Dob            | 3 - 1 | Arago de Sète     | 25-16, 25-20, 25-27, 25-19        |
| 5 gennaio 2017 Sporthal Arena, Duerne Durata: 1h:29 - Spettatori: 900                | Topvolley Antwerpen | 3 - 0 | Stella Rossa      | 25-23, 25-23, 25-22               |
| 4 gennaio 2017 Sportska Dvorana Magnet, Brčko Durata: 1h:12 - Spettatori: 500        | Mladost Brčko       | 0 - 3 | Rüsselsheim       | 12-25, 13-25, 26-28               |
| 5 gennaio 2017 Ein Sara Sport Hall, Nahariya Durata: 1h:15 - Spettatori: 1 000       | Hapoël Mateh Asher  | 0 - 3 | Fenerbahçe        | 22-25, 17-25, 18-25               |
| 10 gennaio 2017 Sports Complex, Gorna Malina Durata: 1h:22 - Spettatori: 1 000       | Levski Sofia        | 3 - 0 | Lycurgus          | 25-22, 26-24, 27-25               |
| 11 gennaio 2017 Arena Armeec, Armeec Durata: 1h:45 - Spettatori: 2 700               | CSKA Sofia          | 3 - 1 | Amriswil          | 25-16, 25-22, 18-25, 25-17        |
| 3 gennaio 2017 Mediteranski Sportski Centar, Budua Durata: 1h:19 - Spettatori: 200   | Budvanska rivijera  | 0 - 3 | Gazélec Ajaccio   | 23-25, 18-25, 25-27               |
| 11 gennaio 2017 Centro Sportivo SPENS, Novi Sad Durata: 1h:18 - Spettatori: 410      | Vojvodina           | 3 - 0 | Arcada Galați     | 25-16, 25-21, 25-22               |
| 4 gennaio 2017 PalaBanca, Piacenza Durata: 1h:23 - Spettatori: 1 323                 | Piacenza            | 3 - 0 | Tirol             | 25-21, 25-22, 25-12               |
| 4 gennaio 2017 Vexve Areena, Sastamala Durata: 1h:19 - Spettatori: 935               | Vammalan            | 3 - 0 | Gentofte          | 25-22, 25-23, 25-23               |
| 5 gennaio 2017 Loimaan liikuntahalli, Loimaa Durata: 1h:15 - Spettatori: 1 062       | Hurrikaani-Loimaa   | 0 - 3 | Trentino          | 16-25, 21-25, 20-25               |

#### Ritorno
| 18 gennaio 2017 Prem'er Arena, Surgut Durata: 1h:32 - Spettatori: 1 700              | Gazprom-Jugra     | 3 - 1 | Olympiakos          | 25-18, 17-25, 25-15, 25-18                   |
| 17 gennaio 2017 Ice Hockey Hall, Kokkola Durata: 2h:03 - Spettatori: 1 016           | Kokkolan Tiikerit | 1 - 3 | Karlovarsko         | 29-27, 19-25, 18-25, 23-25                   |
| 19 gennaio 2017 PAOK Sports Arena, Salonicco Durata: 2h:11 - Spettatori: 600         | PAOK              | 3 - 2 | Novi Pazar          | 18-25, 25-17, 20-25, 28-26, 18-16            |
| 19 gennaio 2017 Městská Hala Vodova, Brno Durata: 1h:46 - Spettatori: 1 500          | Brno              | 1 - 3 | Tours               | 19-25, 14-25, 25-22, 23-25                   |
| 18 gennaio 2017 Sportcentrum Schotte, Aalst Durata: 1h:10 - Spettatori: 733          | Aalst             | 3 - 0 | Hapoël Kfar Saba    | 25-17, 25-13, 25-18                          |
| 18 gennaio 2017 Halle des Sports Louis Marty, Sète Durata: 1h:39 - Spettatori: 650   | Arago de Sète     | 3 - 0 | Aich/Dob            | 25-23, 25-16, 25-19 Golden set: 15-13        |
| 18 gennaio 2017 Ustanova Sportski Voždovac, Belgrado Durata: 2h:13 - Spettatori: 150 | Stella Rossa      | 3 - 1 | Topvolley Antwerpen | 18-25, 25-21, 25-22, 25-18 Golden set: 22-20 |
| 18 gennaio 2017 Großsporthalle, Rüsselsheim am Main Durata: 1h:04 - Spettatori: 623  | Rüsselsheim       | 3 - 0 | Mladost Brčko       | 25-13, 25-9, 25-13                           |
| 18 gennaio 2017 Burhan Felek Spor Salonu, Istanbul Durata: 1h:17 - Spettatori: 1 100 | Fenerbahçe        | 3 - 0 | Hapoël Mateh Asher  | 25-23, 25-20, 25-20                          |
| 18 gennaio 2017 MartiniPlaza, Groninga Durata: 2h:10 - Spettatori: 650               | Lycurgus          | 3 - 2 | Levski Sofia        | 25-22, 23-25, 25-20, 20-25, 15-9             |
| 18 gennaio 2017 Sporthalle, Arbon Durata: 2h:13 - Spettatori: 712                    | Amriswil          | 3 - 1 | CSKA Sofia          | 25-22, 25-22, 25-27, 25-17 Golden set: 15-8  |
| 17 gennaio 2017 U Palatinu, Ajaccio Durata: 1h:22 - Spettatori: 1 458                | Gazélec Ajaccio   | 3 - 0 | Budvanska rivijera  | 25-20, 25-11, 25-26                          |
| 18 gennaio 2017 Sala Sporturilor Dunărea, Galați Durata: 1h:58 - Spettatori: 500     | Arcada Galați     | 3 - 2 | Vojvodina           | 25-19, 22-25, 22-25, 25-21, 15-12            |
| 18 gennaio 2017 Olympiahalle, Innsbruck Durata: 1h:35 - Spettatori: 850              | Tirol             | 1 - 3 | Piacenza            | 20-25, 16-25, 25-12, 23-25                   |
| 17 gennaio 2017 Gentoftehallen, Gentofte Durata: 1h:26 - Spettatori: 300             | Gentofte          | 0 - 3 | Vammalan            | 23-25, 29-31, 21-25                          |
| 18 gennaio 2017 PalaTrento, Trento Durata: 1h:13 - Spettatori: 2 337                 | Trentino          | 3 - 0 | Hurrikaani-Loimaa   | 25-18, 25-19, 25-19                          |

#### Squadre qualificate
| - Gazélec Ajaccio - Amriswil - Stella Rossa - Fenerbahçe - Karlovarsko - Aalst - Vojvodina - Piacenza | - Rüsselsheim - PAOK - Vammalan - Arago de Sète - Levski Sofia - Gazprom-Jugra - Tours - Trentino |

### Ottavi di finale

#### Andata
| 1º febbraio 2017 Prem'er Arena, Surgut Durata: 1h:44 - Spettatori: 1 600            | Gazprom-Jugra   | 1 - 3 | Karlovarsko  | 25-20, 23-25, 24-26, 18-25        |
| 1º febbraio 2017 PAOK Sports Arena, Salonicco Durata: 2h:13 - Spettatori: 850       | PAOK            | 2 - 3 | Tours        | 14-25, 25-23, 22-25, 25-21, 13-15 |
| 31 gennaio 2017 Halle des Sports Louis Marty, Sète Durata: 1h:58 - Spettatori: 510  | Arago de Sète   | 1 - 3 | Aalst        | 21-25, 25-20, 22-25, 23-25        |
| 31 gennaio 2017 Großsporthalle, Rüsselsheim am Main Durata: 1h:37 - Spettatori: 774 | Rüsselsheim     | 3 - 1 | Stella Rossa | 23-25, 25-13, 25-16, 25-18        |
| 1º febbraio 2017 Sports Complex, Gorna Malina Durata: 1h:10 - Spettatori: 2 300     | Levski Sofia    | 0 - 3 | Fenerbahçe   | 16-25, 16-25, 17-25               |
| 31 gennaio 2017 U Palatinu, Ajaccio Durata: 1h:59 - Spettatori: 900                 | Gazélec Ajaccio | 3 - 1 | Amriswil     | 25-22, 26-24, 18-25, 25-21        |
| 1º febbraio 2017 PalaBanca, Piacenza Durata: 1h:16 - Spettatori: 1 050              | Piacenza        | 3 - 0 | Vojvodina    | 25-20, 25-16, 27-25               |
| 2 febbraio 2017 Vexve Areena, Sastamala Durata: 1h:26 - Spettatori: 1 450           | Vammalan        | 0 - 3 | Trentino     | 23-25, 28-30, 18-25               |

#### Ritorno
| 14 febbraio 2017 Sports Hall, Karlovy Vary Durata: 1h:16 - Spettatori: 1 070          | Karlovarsko  | 3 - 0 | Gazprom-Jugra   | 25-20, 25-21, 25-21                          |
| 15 febbraio 2017 Salle Robert-Grenon, Tours Durata: 1h:57 - Spettatori: 2 900         | Tours        | 3 - 1 | PAOK            | 25-19, 20-25, 25-19, 25-19                   |
| 15 febbraio 2017 Sportcentrum Schotte, Aalst Durata: 1h:16 - Spettatori: 850          | Aalst        | 3 - 0 | Arago de Sète   | 25-19, 25-22, 25-20                          |
| 14 febbraio 2017 Ustanova Sportski Voždovac, Belgrado Durata: 1h:22 - Spettatori: 210 | Stella Rossa | 0 - 3 | Rüsselsheim     | 23-25, 21-25, 19-25                          |
| 16 febbraio 2017 Burhan Felek Spor Salonu, Istanbul Durata: 1h:16 - Spettatori: 750   | Fenerbahçe   | 3 - 0 | Levski Sofia    | 25-12, 25-20, 25-23                          |
| 15 febbraio 2017 Sporthalle, Arbon Durata: 2h:04 - Spettatori: 860                    | Amriswil     | 3 - 1 | Gazélec Ajaccio | 25-20, 16-25, 25-22, 25-17 Golden set: 12-15 |
| 15 febbraio 2017 Centro Sportivo SPENS, Novi Sad Durata: 1h:12 - Spettatori: 1 000    | Vojvodina    | 0 - 3 | Piacenza        | 19-25, 23-25, 22-25                          |
| 15 febbraio 2017 PalaTrento, Trento Durata: 1h:51 - Spettatori: 2 352                 | Trentino     | 3 - 1 | Vammalan        | 22-25, 30-28, 25-12, 25-20                   |

#### Squadre qualificate
- Gazélec Ajaccio
- Fenerbahçe
- Karlovarsko
- Aalst
- Piacenza
- Rüsselsheim
- Tours
- Trentino

### Quarti di finale

#### Andata
| 2 marzo 2017 Sports Hall, Karlovy Vary Durata: 1h:18 - Spettatori: 1 200         | Karlovarsko | 0 - 3 | Tours           | 17-25, 19-25, 18-25 |
| 2 marzo 2017 Großsporthalle, Rüsselsheim am Main Durata: 1h:24 - Spettatori: 911 | Rüsselsheim | 3 - 0 | Aalst           | 25-21, 26-24, 25-20 |
| 2 marzo 2017 Burhan Felek Spor Salonu, Istanbul Durata: 1h:20 - Spettatori: 650  | Fenerbahçe  | 3 - 0 | Gazélec Ajaccio | 26-24, 25-14, 25-18 |
| 1º marzo 2017 PalaBanca, Piacenza Durata: 1h:18 - Spettatori: 1 793              | Piacenza    | 0 - 3 | Trentino        | 19-25, 23-25, 21-25 |

#### Ritorno
| 14 marzo 2017 Salle Robert-Grenon, Tours Durata: 2h:07 - Spettatori: 2 500 | Tours           | 3 - 2 | Karlovarsko | 25-18, 25-22, 18-25, 22-25, 15-13 |
| 15 marzo 2017 Sportcentrum Schotte, Aalst Durata: 2h:03 - Spettatori: 750  | Aalst           | 2 - 3 | Rüsselsheim | 25-21, 30-32, 17-25, 25-22, 9-15  |
| 15 marzo 2017 U Palatinu, Ajaccio Durata: 2h:07 - Spettatori: 1 530        | Gazélec Ajaccio | 1 - 3 | Fenerbahçe  | 25-23, 22-25, 16-25, 22-25        |
| 15 marzo 2017 PalaTrento, Trento Durata: 1h:38 - Spettatori: 3 104         | Trentino        | 3 - 1 | Piacenza    | 25-20, 25-22, 22-25, 25-15        |

#### Squadre qualificate
- Fenerbahçe
- Rüsselsheim
- Tours
- Trentino

### Semifinali

#### Andata
| 28 marzo 2017 Salle Robert-Grenon, Tours Durata: 1h:27 - Spettatori: 3 000 | Tours    | 3 - 0 | Rüsselsheim | 25-21, 25-19, 25-21 |
| 28 marzo 2017 PalaTrento, Trento Durata: 1h:17 - Spettatori: 1 825         | Trentino | 3 - 0 | Fenerbahçe  | 25-15, 25-12, 25-23 |

#### Ritorno
| 1º aprile 2017 Großsporthalle, Rüsselsheim am Main Durata: 2h:16 - Spettatori: 2 417 | Rüsselsheim | 2 - 3 | Tours    | 25-17, 22-25, 25-27, 25-15, 12-15 |
| 1º aprile 2017 Burhan Felek Spor Salonu, Istanbul Durata: 2h:09 - Spettatori: 1 200  | Fenerbahçe  | 3 - 2 | Trentino | 25-20, 22-25, 29-27, 19-25, 15-6  |

#### Squadre qualificate
- Tours
- Trentino

### Finale

#### Andata
| 11 aprile 2017 PalaTrento, Trento Durata: 1h:20 - Spettatori: 2 204 | Trentino | 3 - 0 | Tours | 25-14, 25-19, 25-17 |

#### Ritorno
| 15 aprile 2017 Salle Robert-Grenon, Tours Durata: 2h:32 - Spettatori: 3 237 | Tours | 3 - 1 | Trentino | 31-29, 22-25, 25-22, 25-23 Golden set: 15-13 |

#### Squadra campione
- Tours